# Røra
Røra (eller Røra stasjon) är en tätort i Inderøy kommun i Trøndelag fylke i mellersta Norge. Här finns en järnvägsstation längs Nordlandsbanan.
Orten utgjorde tidigare centralort i dåvarande Røra kommun i Nord-Trøndelag fylke.